# Rezolucja Rady Bezpieczeństwa ONZ nr 174
Rezolucja Rady Bezpieczeństwa ONZ nr 174 została przyjęta jednomyślnie 12 września 1962 r.
Po przeanalizowaniu wniosku Jamajki o członkostwo w Organizacji Narodów Zjednoczonych, Rada zaleciła Zgromadzeniu Ogólnemu przyjęcie tego państwa do swojego grona.

## Źródło
- UNSCR - Resolution 174